# Tanks a Million
Pour plus de détails, voir Fiche technique et Distribution.
Tanks a Million est un film américain en noir et blanc réalisé par Fred Guiol, sorti en 1941.

## Synopsis
Dorian, dit "Dodo", est guichetier dans une gare. Il est doué d'une mémoire photographique. Lorsqu'il est enrôlé dans l'armée, il mémorise tous les manuels de procédure de l'armée avant de commencer son service. Il impressionne les gradés qui le promeuvent sergent. Mais incompétent et maladroit, il devient la bête noire du sergent Ames. Sur le point d'être expulsé de l'armée, il trouve le salut en guérissant son commandant de sa phobie des micros et des discours juste à la veille d'une émission de radio à laquelle doit participer le commandant...

## Fiche technique
- Titre français : Tanks a Million
- Réalisation : Fred Guiol
- Scénario : Warren Wilson, Edward E. Seabrook et Paul Girard Smith
- Producteur : Hal Roach
- Société de distribution :	United Artists
- Direction artistique : Charles D. Hall
- Photographie : Robert Pittack
- Montage : Richard C. Currier
- Musique : Edward Ward
- Production : Hal Roach
- Pays de production : États-Unis
- Format : noir et blanc - 1,37:1 - son Mono
- Durée : 50 minutes
- Genre : comédie
- Date de sortie :
  - États-Unis : 12 septembre 1941

## Distribution
- William Tracy : Dorian Doubleday
- James Gleason : Spitfire Barkley
- Noah Beery Jr. : Charlie Cobb
- Joe Sawyer :  William Ames
- Elyse Knox : Jeannie
- Douglas Fowley : Rossmead
- Frank Faylen : Skivic
- Harold Goodwin :  Caldwell
- Norman Kerry : Major